# Heavy Metal Lover
"Heavy Metal Lover" là một bài hát của nữ nghệ sĩ thu âm người Mỹ Lady Gaga trích từ album thứ ba của cô ấy, Born This Way (2011).

## Danh sách track
Tải nhạc số
- "Heavy Metal Lover" – 4:12

## Bảng xếp hạng
| Bảng xếp hạng (2012)                 | Vị trí cao nhất |
| ------------------------------------ | --------------- |
| Belgium (Ultratip 50 Flanders)       | 21              |
| South Korea Gaon International Chart | 127             |